# Uskok Clarence

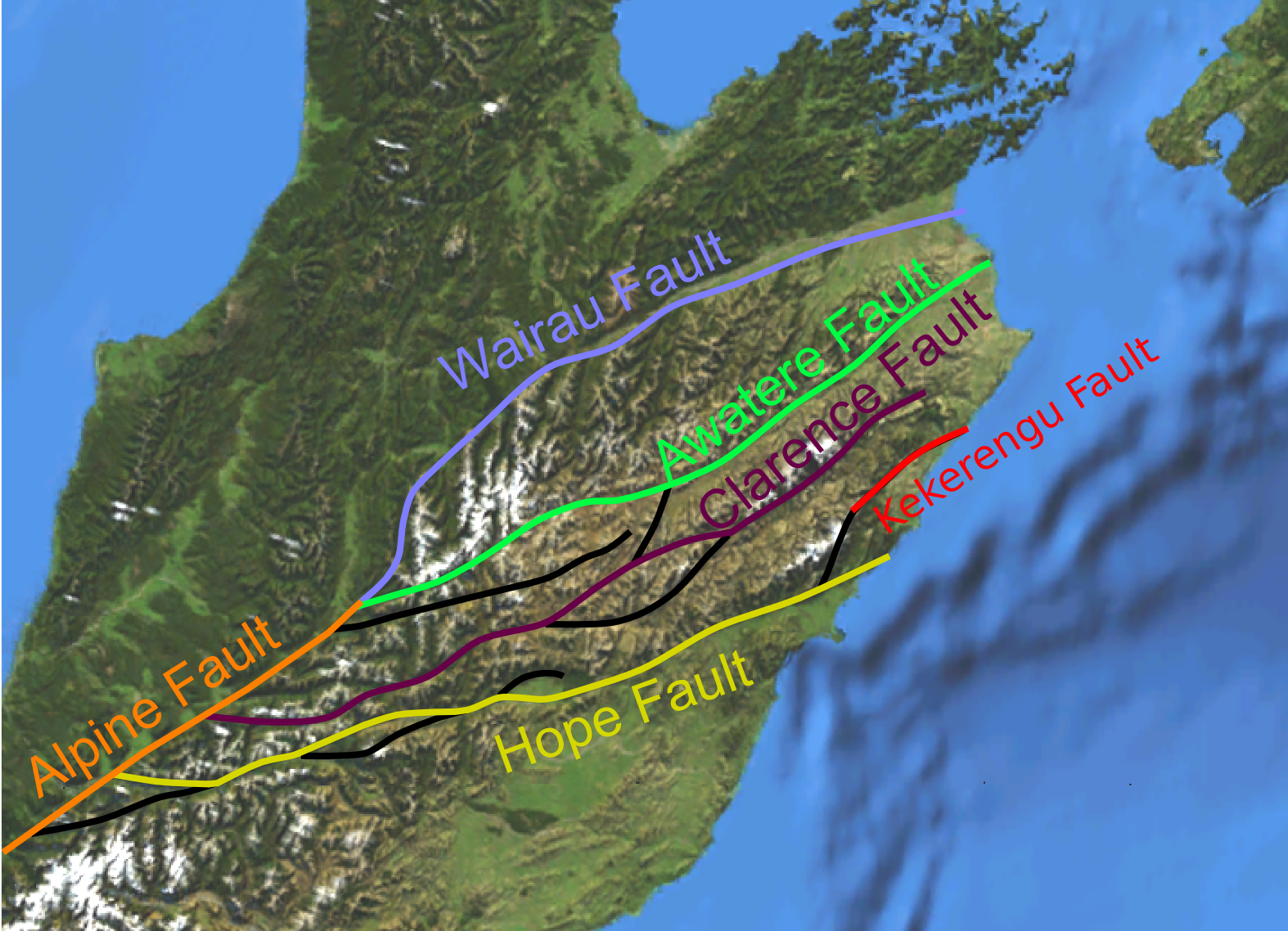
Mapa systemu uskoków Marlborough, uskok Clarence zaznaczony jest kolorem fioletowym

Uskok Clarence (ang. Clarence Fault) – uskok dekstralny (prawoprzesuwczy), położony w północno-wschodniej części Wyspy Południowej w Nowej Zelandii, wchodzący w skład systemu uskoków Marlborough, tzw. Marlborough Fault System, który umożliwia przenoszenie przemieszczeń wzdłuż uskoku transformacyjnego, stanowiącego granicę pomiędzy płytą pacyficzną i indoaustralijską oraz pomiędzy uskokiem alpejskim a rowem oceanicznym Hikurangi Trench, położonego w strefie subdukcji .

## Przebieg
Uskok Clarence rozpoczyna swój bieg około 5 km na południe od miejscowości Haupiri, w pobliżu uskoku alpejskiego, a kończy około 10 km na zachód od miejscowości Ward . Uskok Clarence stanowi część systemu uskoków Marlborough i nie ma wyraźnego połączenia z uskokiem alpejskim na południowym zachodzie oraz z kontynuacją linii uskoków na północno-wschodnim wybrzeżu . W centralnej części od uskoku odchodzi uskok Elliot, który ponownie zbiega się z uskokiem Clarence . Południowo-zachodnia część uskoku składa się z wielu mniejszych uskoków, które charakteryzują się deformacjami. W północno-wschodniej części uskoku, mniejsze nici uskoków łączą się w jeden uskok w środkowej części doliny rzeki Clarence; od której pochodzi nazwa całego uskoku . Na powierzchni uskoku warstwy przemieszczeń charakteryzują się niemal poziomym biegiem. Natomiast w części uskoku, która zaczyna się wznosić w pobliżu pasma górskiego Kaikoura Range, warstwy przemieszczeń pochodzące z tego samego okresu zaczynają się obracać (uskok obrócony) . W obrębie uskoku położonego w północno-wschodniej części, następuje obrócenie jego biegu o 10° w prawo .

## Aktywność sejsmiczna
Badania geologiczne przeprowadzone w południowo-zachodniej części uskoku sugerują, że od końca późnego plejstocenu (około 18000 lat) uskok przesunął się o około 76–80 m. Szacowana prędkość przesuwania się części uskoku Clarence w południowej części wynosi od 3,6 do 4,4 mm/rok. Pojedyncze trzęsienia ziemi powodowały średnio przesunięcie się tej części uskoku o około 5 m. Północno-wschodnia część uskoku natomiast przesuwa się ze średnią prędkością 4,7 mm/rok. Pojedyncze trzęsienia ziemi w tej części powodowały jego przesunięcie o około 7 m. Szacowany przedział czasowy pomiędzy dużymi trzęsieniami ziemi wynosi dla uskoku w południowej części około 1500 lat, a w północnej od 950 do 2000 lat . Wzdłuż uskoku Elliott, szacowany przedział czasowy pomiędzy dużymi trzęsieniami ziemi wynosi od 2000 do 3500 lat .